# Kopparklinten
Kopparklinten är en utsiktsplats i Älvrummets naturreservat i Trollhättan på västra sidan om Göta älv, cirka 77 meter över havet. Från Kopparklinten har man utsikt över Trollhättan med Hunneberg i bakgrunden. Nedanför klippkanten ligger Olidehålan och vattenkraftverket Olidan. Under andra världskriget fungerade utkiksplatsen som ett fäste för luftvärnskanoner för att kunna försvara Olidan mot ett eventuellt tyskt angrepp.